# Grudynia Wielka (gromada 1954–1961)
Grudynia Wielka (od 31 XII 1961 Uciszków) – dawna gromada, czyli najmniejsza jednostka podziału terytorialnego Polskiej Rzeczypospolitej Ludowej w latach 1954–1972.
Gromady, z gromadzkimi radami narodowymi (GRN) jako organami władzy najniższego stopnia na wsi, funkcjonowały od reformy reorganizującej administrację wiejską przeprowadzonej jesienią 1954 do momentu ich zniesienia z dniem 1 stycznia 1973, tym samym wypierając organizację gminną w latach 1954–1972.
Gromadę Grudynia Wielka z siedzibą GRN w Grudyni Wielkiej utworzono – jako jedną z 8759 gromad na obszarze Polski – w powiecie kozielskim w woj. opolskim, na mocy uchwały nr VII/22/54 WRN w Opolu z dnia 4 października 1954. W skład jednostki weszły obszary dotychczasowych gromad Grudynia Wielka, Grudynia Mała, Jakubowice i Milice ze zniesionej gminy Gościęcin w tymże powiecie. Dla gromady ustalono 13 członków gromadzkiej rady narodowej.
31 grudnia 1961 do gromady Grudynia Wielka włączono wieś Uciszków (Ucieszków) z gromady Pawłowiczki w tymże powiecie, po czym gromadę Grudynia Wielka zniesiono, przenosząc siedzibę GRN z Grudyni Wielkiej do Uciszkowa i zmieniając nazwę jednostki na gromada Uciszków.